# Monona (Wisconsin)
Monona ist eine Stadt (mit dem Status „City“) im Dane County im US-amerikanischen Bundesstaat Wisconsin. Im Jahr 2010 hatte Monona 7533 Einwohner.
Monona ist Bestandteil der Metropolregion Madison.

## Geografie
Monona liegt im mittleren Süden Wisconsins, im südlichen Vorortbereich von dessen Hauptstadt Madison. Die Stadt liegt zwischen dem Südostufer des Lake Monona und dem Nordufer des Upper Mud Lake sowie beiderseits des beide Seen verbindenden Yahara River, einem Nebenfluss des im Nachbarstaat Illinois in den Mississippi mündenden Rock River. Der am Mississippi gelegene Schnittpunkt der drei Bundesstaaten Wisconsin, Iowa und Illinois liegt 150 km westsüdwestlich.
Die geografischen Koordinaten von Monona sind 43°03′44″ nördlicher Breite und 89°20′02″ westlicher Länge. Das Stadtgebiet erstreckt sich über eine Fläche von 8,68 km². 
Das Zentrum des nördlich an das Stadtgebiet von Monona angrenzende Madison ist 11,9 km entfernt, am gegenüberliegenden Ufer des Lake Monona. Weitere Nachbarorte sind Cottage Grove (13,9 km östlich), McFarland (8,8 km südsüdöstlich) und Fitchburg (14,1 km südwestlich).
Die nächstgelegenen Großstädte sind Green Bay (223 km nordöstlich), Milwaukee (125 km östlich), Chicago (231 km südöstlich) und Rockford (110 km südsüdöstlich).

## Verkehr
Die wichtigste Straßenverbindung sind die in West-Ost-Richtung durch den Süden der Stadt auf einem gemeinsamen Streckenabschnitt verlaufenden U.S. Highways 12 und 18. Entlang der östlichen Stadtgrenze verläuft der U.S. Highway 51. Alle weiteren Straßen sind untergeordnete Landstraßen, teils unbefestigte Fahrwege sowie innerörtliche Verbindungsstraßen.
Die südliche Stadtgrenze bildet eine Eisenbahnstrecke der Wisconsin and Southern Railroad (WSOR), einer regionalen (Class II) Frachtverkehrsgesellschaft. Der einzige Personenzug der Region ist der von Chicago zur Westküste verkehrende Empire Builder von Amtrak, der im nahen Madison hält.
Der nächste Flughafen ist der Dane County Regional Airport in Madison (13,7 km nördlich).

## Bevölkerung
Nach der Volkszählung im Jahr 2010 lebten in Monona 7533 Menschen in 3777 Haushalten. Die Bevölkerungsdichte betrug 867,9 Einwohner pro Quadratkilometer. In den 3777 Haushalten lebten statistisch je 1,99 Personen. 
Ethnisch betrachtet setzte sich die Bevölkerung zusammen aus 92,5 Prozent Weißen, 2,8 Prozent Afroamerikanern, 0,5 Prozent amerikanischen Ureinwohnern, 1,4 Prozent Asiaten sowie 1,1 Prozent aus anderen ethnischen Gruppen; 1,7 Prozent stammten von zwei oder mehr Ethnien ab. Unabhängig von der ethnischen Zugehörigkeit waren 3,1 Prozent der Bevölkerung spanischer oder lateinamerikanischer Abstammung. 
16,9 Prozent der Bevölkerung waren unter 18 Jahre alt, 63,6 Prozent waren zwischen 18 und 64 und 19,5 Prozent waren 65 Jahre oder älter. 52,3 Prozent der Bevölkerung war weiblich.
Das mittlere jährliche Einkommen eines Haushalts lag bei 52.905 USD. Das Pro-Kopf-Einkommen betrug 35.109 USD. 8,2 Prozent der Einwohner lebten unterhalb der Armutsgrenze.